# Lista de recordes olímpicos do atletismo

O atletismo faz parte dos Jogos Olímpicos de Verão desde a primeira edição, em 1896.

Este anexo lista os recordes olímpicos do atletismo. Os Jogos Olímpicos de Verão são realizados a cada quatro anos, desde a primeira edição de 1896, sendo que os recordes são registrados pelo Comitê Olímpico Internacional (COI). Os eventos de atletismo, que ocorreram em todos os jogos até o momento, são divididos em quatro grupos: eventos em pista, eventos em campos, eventos de maratonas, e eventos combinados. Existem 22 eventos atléticos praticados por mulheres, 24 por homens e 21 por ambos. Há diferenças em algumas modalidades praticadas pelos dois sexos: o homem compete no decatlo enquanto a mulher no heptatlo; e a corrida com barreiras é 10 metros menor para as mulheres, enquanto os homens correm na tradicional 110 metros com barreiras.
Alguns recordes foram quebrados, mas depois foram revogados pelo COI. Em 1988, o corredor canadense Ben Johnson bateu o recorde olímpico e mundial nos 100 metros rasos, mas acabou sendo desqualificado posteriormente após a descoberta do uso de esteroides anabolizantes para melhorar seu desempenho. Seu recorde acabou sendo deletado e a medalha de ouro ficou de posse do estadunidense Carl Lewis. O atleta húngaro Róbert Fazekas quebrou a marca olímpica no lançamento de disco masculino em 2004, mas acabou tendo duas medalhas retiradas por violar a regra antidoping.
O recorde mundial mais duradouro no atletismo é no salto em comprimento masculino, no qual Bob Beamon alcançou a marca de 8,90 m nos Jogos Olímpicos de Verão de 1968. Este recorde só foi batido 23 anos depois, pelo seu compatriota Mike Powell no Campeonato Mundial de Atletismo de 1991.

## Recordes masculinos

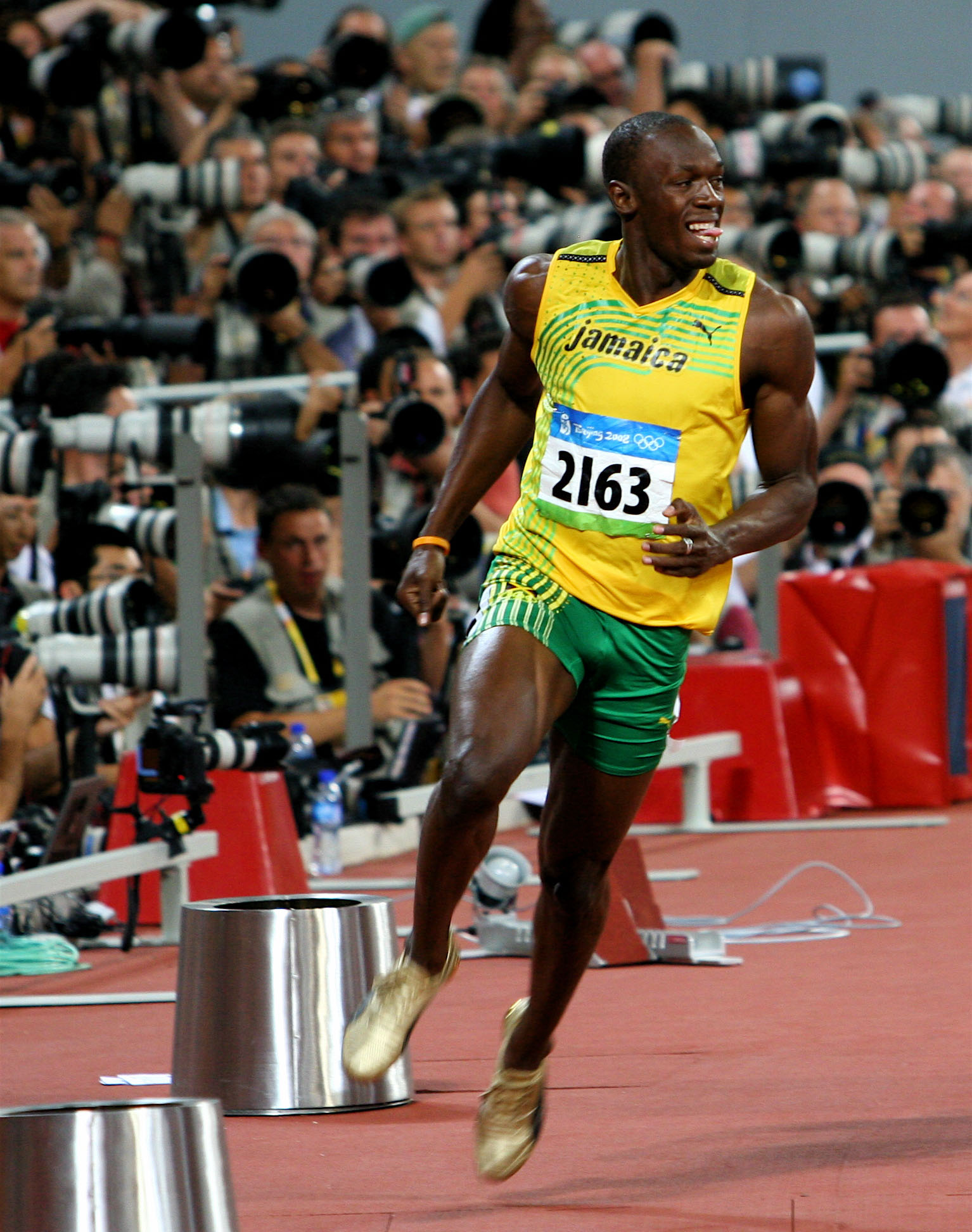
Usain Bolt detém três recordes mundiais, dois individualmente e um como parte do time jamaicano no Revezamento 4x100m.

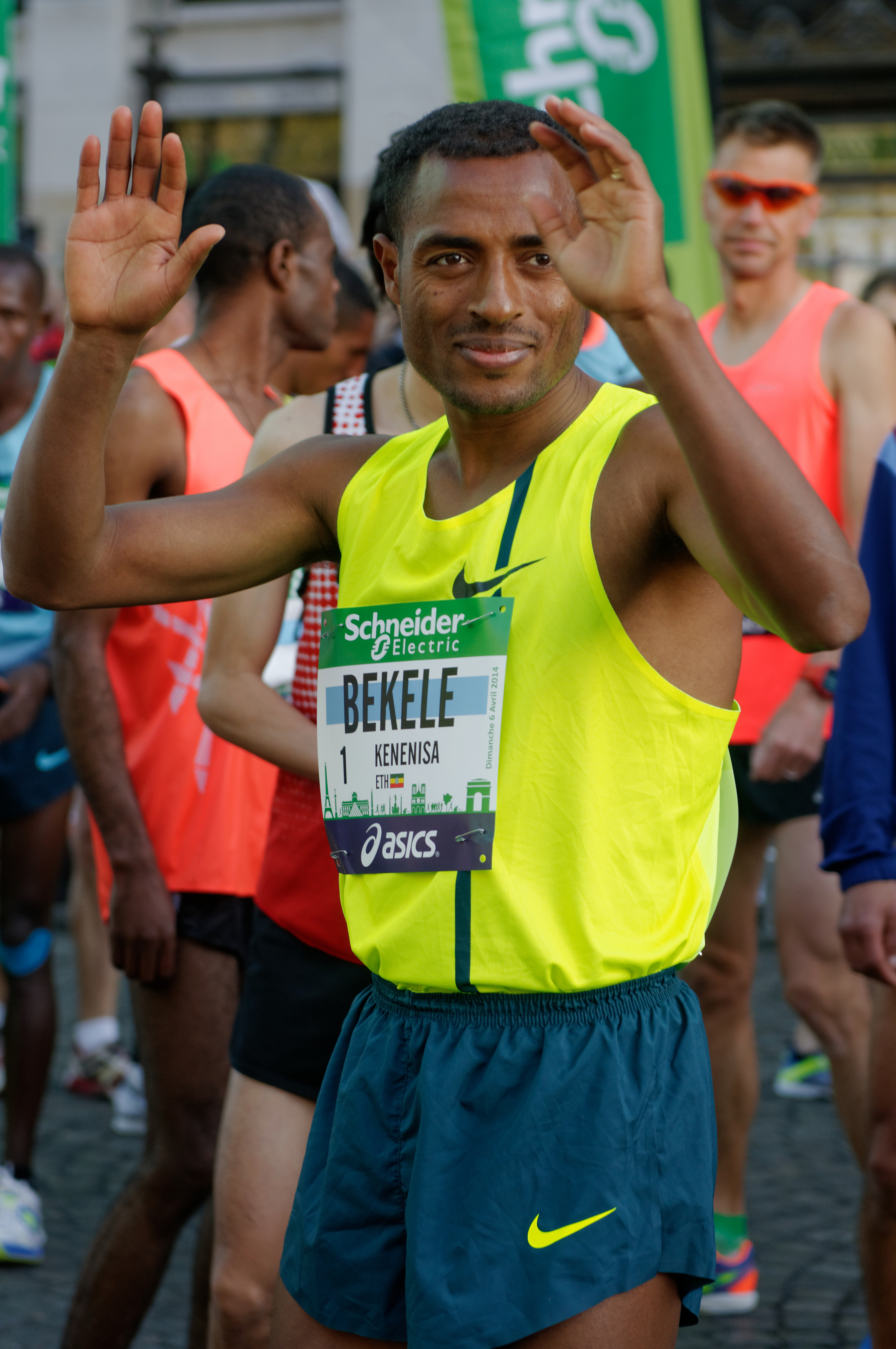
Kenenisa_Bekele, atual recordista olímpico dos 5000m e 10000m.

| Evento                     | Recorde  | Atleta(s)                                                  | País                | Jogos               | Data                | Ref(s) |
| -------------------------- | -------- | ---------------------------------------------------------- | ------------------- | ------------------- | ------------------- | ------ |
| 100 metros rasos           | 9.63     | Usain Bolt                                                 | JAM Jamaica         | Londres 2012        | 5 de agosto         | [ 8 ]  |
| 200 metros rasos           | 19.30    | Usain Bolt                                                 | JAM Jamaica         | Pequim 2008         | 20 de agosto        | [ 9 ]  |
| 400 metros rasos           | 43.03    | Wayde van Niekerk                                          | RSA África do Sul   | Rio 2016            | 14 de Agosto        | [ 10 ] |
| 800 metros                 | 1:40.91  | David Rudisha                                              | KEN Quênia          | Londres 2012        | 9 de agosto         | [ 11 ] |
| 1500 metros                | 3:28.32  | Jakob Ingebrigtsen                                         | NOR Noruega         | Tóquio 2020         | 7 de agosto de 2021 |        |
| 5000 metros                | 12:57.82 | Kenenisa Bekele                                            | ETH Etiópia         | Pequim 2008         | 23 de agosto        | [ 12 ] |
| 10000 metros               | 27:01.17 | Kenenisa Bekele                                            | ETH Etiópia         | Pequim 2008         | 17 de agosto        | [ 12 ] |
| Maratona                   | 2:06:32  | Samuel Wanjiru                                             | KEN Quênia          | Pequim 2008         | 24 de agosto        | [ 13 ] |
| 110 metros com barreiras   | 12.91    | Liu Xiang                                                  | CHN China           | Atenas 2004         | 27 de agosto        | [ 14 ] |
| 400 metros com barreiras   | 45.94    | Karsten Warholm                                            | NOR Noruega         | Tóquio 2020         | 3 de agosto de 2021 | [ 15 ] |
| 3000 metros com obstáculos | 8:03.28  | Conseslus Kipruto                                          | KEN Quênia          | Rio 2016            | 17 de agosto        | [ 16 ] |
| Revezamento 4x100m         | 36.84    | Nesta Carter Michael Frater Yohan Blake Usain Bolt         | JAM Jamaica         | Londres 2012        | 11 de agosto        | [ 17 ] |
| Revezamento 4x400m         | 2:55.39  | LaShawn Merritt Angelo Taylor David Neville Jeremy Wariner | USA Estados Unidos  | Pequim 2008         | 23 de agosto        | [ 18 ] |
|                            |          |                                                            |                     |                     |                     |        |
| 20 quilômetros marcha      | 1:18:46  | Chen Ding                                                  | CHN China           | Londres 2012        | 4 de agosto         | [ 19 ] |
| 50 quilômetros marcha      | 3:35:59  | Sergey Kirdyapkin                                          | RUS Rússia          | Londres 2012        | 11 de agosto        | [ 20 ] |
|                            |          |                                                            |                     |                     |                     |        |
| Salto em altura            | 2.39 m   | Charles Austin                                             | USA Estados Unidos  | Atlanta 1996        | 28 de julho         | [ 21 ] |
| Salto em distância         | 8.90 m   | Bob Beamon                                                 | USA Estados Unidos  | Cid. do México 1968 | 18 de outubro       | [ 6 ]  |
| Salto com vara             | 6,03 m   | Thiago Braz                                                | BRA Brasil          | Rio 2016            | 15 de agosto        | [ 22 ] |
| Salto triplo               | 18.09 m  | Kenny Harrison                                             | USA Estados Unidos  | Atlanta 1996        | 27 de julho         | [ 23 ] |
|                            |          |                                                            |                     |                     |                     |        |
| Arremesso de peso          | 23.30 m  | Ryan Crouser                                               | USA Estados Unidos  | Tóquio 2020         | 5 de agosto de 2021 | [ 24 ] |
| Lançamento de disco        | 69.89 m  | Virgilijus Alekna                                          | LTU Lituânia        | Atenas 2004         | 23 de agosto        | [ 25 ] |
| Lançamento de martelo      | 84.80 m  | Sergey Litvinov                                            | URS União Soviética | Seul 1988           | 26 de setembro      | [ 26 ] |
| Lançamento de dardo        | 90.57 m  | Andreas Thorkildsen                                        | NOR Noruega         | Pequim 2008         | 23 de agosto        | [ 27 ] |
|                            |          |                                                            |                     |                     |                     |        |
| Decatlo                    | 9018 pts | Damian Warner                                              | CAN Canadá          | Tóquio 2020         | 5 de agosto de 2021 | [ 28 ] |

## Recordes femininos
| Evento                     | Recorde  | Atleta(s)                                                      | País                  | Jogos        | Data                | Ref(s)        |
| -------------------------- | -------- | -------------------------------------------------------------- | --------------------- | ------------ | ------------------- | ------------- |
| 100 metros rasos           | 10.61    | Elaine Thompson                                                | JAM Jamaica           | Tóquio 2020  | 31 de julho de 2021 | [ 29 ]        |
| 200 metros rasos           | 21.34    | Florence Griffith-Joyner                                       | USA Estados Unidos    | Seul 1988    | 29 de setembro      | [ 30 ] [ 31 ] |
| 400 metros rasos           | 48.25    | Marie-José Pérec                                               | FRA França            | Atlanta 1996 | 29 de julho         | [ 32 ]        |
| 800 metros                 | 1:53.43  | Nadezhda Olizarenko                                            | URS União Soviética   | Moscou 1980  | 27 de julho         | [ 32 ]        |
| 1500 metros                | 3:53.11  | Faith Kipyegon                                                 | KEN Quênia            | Tóquio 2020  | 6 de agosto de 2021 | [ 33 ]        |
| 5000 metros                | 14:26.17 | Vivian Cheruiyot                                               | KEN Quênia            | Rio 2016     | 19 de agosto        | [ 32 ]        |
| 10.000 metros              | 29:17.45 | Almaz Ayana                                                    | ETH Etiópia           | Rio 2016     | 12 de agosto        | [ 34 ]        |
| Maratona                   | 2:23:07  | Tiki Gelana                                                    | ETH Etiópia           | Londres 2012 | 5 de agosto         | [ 32 ]        |
| 100 metros com barreiras   | 12.26    | Jasmine Camacho-Quinn                                          | PUR Porto Rico        | Tóquio 2020  | 1 de agosto de 2021 | [ 35 ]        |
| 400 metros com barreiras   | 51.46    | Sydney McLaughlin                                              | USA Estados Unidos    | Tóquio 2020  | 4 de agosto de 2021 | [ 36 ]        |
| 3000 metros com obstáculos | 8:58.81  | Gulnara Samitova-Galkina                                       | RUS Rússia            | Pequim 2008  | 17 de agosto        | [ 37 ]        |
| Revezamento 4x100m         | 41.60    | Romy Müller Bärbel Wöckel Ingrid Auerswald Marlies Göhr        | GDR Alemanha Oriental | Moscou 1980  | 1 de agosto         | [ 32 ]        |
| Revezamento 4x400m         | 3:15.17  | Tatyana Ledovskaya Olga Nazarova Mariya Pinigina Olga Bryzgina | URS União Soviética   | Seul 1988    | 1 de outubro        | [ 38 ]        |
|                            |          |                                                                |                       |              |                     |               |
| 20 quilómetros marcha      | 1:25:02  | Elena Lashmanova                                               | RUS Rússia            | Londres 2012 | 11 de agosto        | [ 39 ]        |
|                            |          |                                                                |                       |              |                     |               |
| Salto em altura            | 2,06 m   | Yelena Slesarenko                                              | RUS Rússia            | Atenas 2004  | 28 de agosto        | [ 21 ]        |
| Salto em distância         | 7,40 m   | Jackie Joyner-Kersee                                           | USA Estados Unidos    | Seul 1988    | 29 de setembro      | [ 40 ]        |
| Salto com vara             | 5,05 m   | Yelena Isinbayeva                                              | RUS Rússia            | Pequim 2008  | 18 de agosto        | [ 37 ] [ 41 ] |
| Salto triplo               | 15,67 m  | Yulimar Rojas                                                  | VEN Venezuela         | Tóquio 2020  | 1 de agosto de 2021 | [ 42 ]        |
|                            |          |                                                                |                       |              |                     |               |
| Arremesso de peso          | 22,41 m  | Ilona Slupianek                                                | GDR Alemanha Oriental | Moscou 1980  | 24 de julho         | [ 43 ]        |
| Lançamento de disco        | 72,30 m  | Martina Hellmann                                               | GDR Alemanha Oriental | Seul 1988    | 29 de setembro      | [ 25 ]        |
| Lançamento de martelo      | 82,29 m  | Anita Włodarczyk                                               | POL Polônia           | Rio 2016     | 15 de agosto        | [ 44 ]        |
| Lançamento de dardo        | 71,53 m  | Osleidys Menéndez                                              | CUB Cuba              | Atenas 2004  | 27 de agosto        | [ 32 ]        |
|                            |          |                                                                |                       |              |                     |               |
| Heptatlo                   | 7291 pts | Jackie Joyner-Kersee                                           | USA Estados Unidos    | Seul 1988    | 24 de setembro      | [ 32 ]        |

## Recordes misto
| Evento        | Recorde | Atleta(s)                                                                 | País        | Jogos       | Data                | Ref(s) |
| ------------- | ------- | ------------------------------------------------------------------------- | ----------- | ----------- | ------------------- | ------ |
| 4×400 m misto | 3:09.87 | Kajetan Duszyński Natalia Kaczmarek Justyna Święty-Ersetic Karol Zalewski | POL Polônia | Tóquio 2020 | 31 de julho de 2021 | [ 45 ] |

 Marca é também recorde mundial vigente (atualizado em 5 de agosto de 2021).